# Libre (álbum de Marc Anthony)
Libre es el nombre del quinto álbum de estudio grabado por el cantante puertorriqueño-estadounidense Marc Anthony, Fue lanzado al mercado bajo los sellos discográficos Sony Discos y Columbia Records el 20 de noviembre de 2001. El álbum fue nominado para el Premio Grammy Latino al Mejor Álbum de Salsa en los 3°. edición de los Premios Grammy Latinos celebrada el miércoles 18 de septiembre de 2002 y también fue nominado para el Premio Grammy al Mejor Álbum de Salsa en los 45°. entrega anual de los Premios Grammy celebrada el domingo 23 de febrero de 2003. Se convirtió en el tercero que llegó al tope de la lista de éxitos Top Latin Albums de Billboard, permaneciendo por 14 semanas.

## Lista de canciones
| Libre |                             |                                                                  |          |  |
| N.º   | Título                      | Escritor(es)                                                     | Duración |  |
| 1.    | «Celos»                     | Marc Anthony · Alejandro Jaén                                    | 4:47     |  |
| 2.    | «Este loco que te mira»     | Marc Anthony · Gian Marco                                        | 4:56     |  |
| 3.    | «Viviendo»                  | Marc Anthony, Fernando Osorio · Jorge Villamizar                 | 4:44     |  |
| 4.    | «Hasta que vuelvas conmigo» | Marc Anthony · Gian Marco                                        | 4:51     |  |
| 5.    | «Barco a la deriva»         | J. R. Florez · César Valle                                       | 4:33     |  |
| 6.    | «De qué depende»            | Marc Anthony · Fernando Osorio                                   | 3:51     |  |
| 7.    | «Yo te quiero»              | Marc Anthony, Alejandro Jaén · William Paz · Rafael Vergara      | 5:10     |  |
| 8.    | «Amor aventurero»           | Marc Anthony · Daniel Freiberg · Luis Sarmiento · Virginia Faiad | 4:40     |  |
| 9.    | «Caminaré»                  | Marc Anthony · Emilio Estefan, Jr. · Gian Marco                  | 4:17     |  |
| 41:49 |                             |                                                                  |          |  |

## Créditos del álbum
- Marc Anthony (voz principal)
- Andy Abad, David Domínguez (guitarras)
- Yomo Toro (cuatro)
- Alberto Martínez (trompeta)
- Ozzie Melendez (trombón)
- Juan A. González (piano)
- Erben Pérez (bajos)
- Marc Quinones (percusión)
- Bobby Allende (percusión)
- GianMarco Zignago (escritor - «Hasta que vuelvas conmigo»)
- Alexandra Taveras (coros)

## Posicionamientos en las listas
| Lista (2001/2002)               | Máxima posición |
| ------------------------------- | --------------- |
| Spanish Albums Charts           | 66              |
| U.S. Billboard 200              | 57              |
| U.S. Billboard Top Latin Albums | 1               |
| U.S. Billboard Tropical Albums  | 1               |